# Ван ’т Схип, Джон
Йоханнес Николас (Джон) ван ’т Схип (нидерл. Johannes Nicolaas (John) van 't Schip; род. 30 декабря 1963, Форт-Сент-Джон, Британская Колумбия) — нидерландский футболист и футбольный тренер. Выступал на позиции полузащитника. Воспитанник амстердамского «Аякса», в составе этого клуба провёл 11 сезонов, отыграв за это время 273 матча и забив 29 мячей. Завершил игровую карьеру в итальянском «Дженоа» в 1996 году.

## Карьера
После завершения игровой карьеры стал тренером юношеской команды «Аякса». С 2001 по 2002 год был ассистентом Ко Адриансе в «Аяксе», но после увольнения Адриансе Джон также покинул клуб и стал главным тренером «Твенте». В 2002 году ван ’т Схип вернулся в амстердамский клуб и возглавил резервную команду «Аякса». С 2004 по 2008 год являлся ассистентом главного тренера в национальной сборной Нидерландов. В 2008 году, после назначения на пост главного тренера «Аякс» Марко ван Бастена, Джон оставил сборную и вернулся в «Аякс» в качестве ассистента тренера.
6 мая 2009 года, после отставки Марко ван Бастена, ван ’т Схип был назначен исполняющим обязанности главного тренера «Аякса» до 30 июня 2009 года, но спустя двадцать дней, 26 мая, ван ’т Схипа на посту главного тренера сменил Мартин Йол, который до этого руководил немецким «Гамбургом». В октябре 2009 года Джон возглавил австралийский клуб «Мельбурн Харт», который был основан только в 2008 году, для команды ван ’т Схип стал первым тренером. В сезоне 2010/11 «Мельбурн Харт» (с 2014 года — «Мельбурн Сити») был впервые включён в список участников чемпионата Австралии.

## Статистика

### Матчи ван ’т Схипа за сборную Нидерландов
| Матчи ван ’т Схипа за сборную Нидерландов | Матчи ван ’т Схипа за сборную Нидерландов | Матчи ван ’т Схипа за сборную Нидерландов | Матчи ван ’т Схипа за сборную Нидерландов | Матчи ван ’т Схипа за сборную Нидерландов | Матчи ван ’т Схипа за сборную Нидерландов |
| ----------------------------------------- | ----------------------------------------- | ----------------------------------------- | ----------------------------------------- | ----------------------------------------- | ----------------------------------------- |
| №                                         | Дата                                      | Соперник                                  | Счёт                                      | Голы ван ’т Схипа                         | Соревнование                              |
| 1                                         | 29 апреля 1986                            | Шотландия                                 | 0:0                                       | —                                         | Товарищеский матч                         |
| 2                                         | 14 мая 1986                               | ФРГ                                       | 1:3                                       | 1                                         | Товарищеский матч                         |
| 3                                         | 10 сентября 1986                          | Чехословакия                              | 0:1                                       | —                                         | Товарищеский матч                         |
| 4                                         | 15 октября 1986                           | Венгрия                                   | 1:0                                       | —                                         | Чемпионат Европы 1988 (отбор)             |
| 5                                         | 19 ноября 1986                            | Польша                                    | 0:0                                       | —                                         | Чемпионат Европы 1988 (отбор)             |
| 6                                         | 21 января 1987                            | Испания                                   | 1:1                                       | —                                         | Товарищеский матч                         |
| 7                                         | 25 марта 1987                             | Греция                                    | 1:1                                       | —                                         | Чемпионат Европы 1988 (отбор)             |
| 8                                         | 29 апреля 1987                            | Венгрия                                   | 2:0                                       | —                                         | Чемпионат Европы 1988 (отбор)             |
| 9                                         | 9 сентября 1987                           | Бельгия                                   | 0:0                                       | —                                         | Товарищеский матч                         |
| 10                                        | 14 октября 1987                           | Польша                                    | 2:0                                       | —                                         | Чемпионат Европы 1988 (отбор)             |
| —                                         | 28 октября 1987                           | Кипр                                      | 8:0 (аннулирован)                         | 1                                         | Чемпионат Европы 1988 (отбор)             |
| 11                                        | 9 декабря 1987                            | Кипр                                      | 4:0                                       | —                                         | Чемпионат Европы 1988 (отбор)             |
| 12                                        | 16 декабря 1987                           | Греция                                    | 3:0                                       | —                                         | Чемпионат Европы 1988 (отбор)             |
| 13                                        | 23 марта 1988                             | Англия                                    | 2:2                                       | —                                         | Товарищеский матч                         |
| 14                                        | 24 мая 1988                               | Болгария                                  | 1:2                                       | —                                         | Товарищеский матч                         |
| 15                                        | 1 июня 1988                               | Румыния                                   | 2:0                                       | —                                         | Товарищеский матч                         |
| 16                                        | 12 июня 1988                              | СССР                                      | 0:1                                       | —                                         | Чемпионат Европы 1988                     |
| 17                                        | 6 сентября 1989                           | Дания                                     | 2:2                                       | —                                         | Товарищеский матч                         |
| 18                                        | 11 октября 1989                           | Уэльс                                     | 2:1                                       | —                                         | Чемпионат мира 1990 (отбор)               |
| 19                                        | 15 ноября 1989                            | Финляндия                                 | 3:0                                       | —                                         | Чемпионат мира 1990 (отбор)               |
| 20                                        | 20 декабря 1989                           | Бразилия                                  | 0:1                                       | —                                         | Товарищеский матч                         |
| 21                                        | 28 марта 1990                             | СССР                                      | 1:2                                       | —                                         | Товарищеский матч                         |
| 22                                        | 16 июня 1990                              | Англия                                    | 0:0                                       | —                                         | Чемпионат мира 1990                       |
| 23                                        | 24 июня 1990                              | ФРГ                                       | 1:2                                       | —                                         | Чемпионат мира 1990                       |
| 24                                        | 17 октября 1990                           | Португалия                                | 0:1                                       | —                                         | Чемпионат Европы 1992 (отбор)             |
| 25                                        | 21 ноября 1990                            | Греция                                    | 2:0                                       | —                                         | Чемпионат Европы 1992 (отбор)             |
| 26                                        | 19 декабря 1990                           | Мальта                                    | 8:0                                       | —                                         | Чемпионат Европы 1992 (отбор)             |
| 27                                        | 13 марта 1991                             | Мальта                                    | 1:0                                       | —                                         | Чемпионат Европы 1992 (отбор)             |
| 28                                        | 17 апреля 1991                            | Финляндия                                 | 2:0                                       | —                                         | Чемпионат Европы 1992 (отбор)             |
| 29                                        | 5 июня 1991                               | Финляндия                                 | 1:1                                       | —                                         | Чемпионат Европы 1992 (отбор)             |
| 30                                        | 16 октября 1991                           | Португалия                                | 1:0                                       | —                                         | Чемпионат Европы 1992 (отбор)             |
| 31                                        | 12 февраля 1992                           | Португалия                                | 0:2                                       | —                                         | Товарищеский матч                         |
| 32                                        | 25 марта 1992                             | Югославия                                 | 2:0                                       | —                                         | Товарищеский матч                         |
| 33                                        | 27 мая 1992                               | Австрия                                   | 3:2                                       | —                                         | Товарищеский матч                         |
| 34                                        | 30 мая 1992                               | Уэльс                                     | 4:0                                       | —                                         | Товарищеский матч                         |
| 35                                        | 5 июня 1992                               | Франция                                   | 1:1                                       | —                                         | Товарищеский матч                         |
| 36                                        | 15 июня 1992                              | СНГ                                       | 0:0                                       | —                                         | Чемпионат Европы 1992                     |
| 37                                        | 22 июня 1992                              | Дания                                     | 2:2 (4:5 пен.)                            | —                                         | Чемпионат Европы 1992                     |
| 38                                        | 9 сентября 1992                           | Италия                                    | 2:3                                       | —                                         | Товарищеский матч                         |
| 39                                        | 23 сентября 1992                          | Норвегия                                  | 1:2                                       | —                                         | Чемпионат мира 1994 (отбор)               |
| 40                                        | 7 июня 1995                               | Беларусь                                  | 0:1                                       | —                                         | Чемпионат Европы 1996 (отбор)             |

Итого (без учёта аннуллированных матчей): 40 матчей / 1 гол; 16 побед, 11 ничьих, 13 поражений.

## Достижения

### Клубные
Чемпион Нидерландов (4)1982, 1983, 1985, 1990.
Обладатель Кубка Нидерландов (3)1983; 1986; 1987.
Обладатель Кубка обладателей кубков УЕФА1987.
Обладатель Кубка УЕФА1992.

### Национальные
Чемпион Европы1988.